# Renaat Braem
Pour les articles homonymes, voir Braem.
Renaat Braem, né le 29 août 1910 à Anvers et mort le 31 janvier 2001 à Essen, est un architecte belge.

## Œuvre
On doit à Renaat Braem notamment le complexe de bureaux Glaverbel à Watermael-Boitsfort, en collaboration avec André Jacqmain, Pierre Guillissen et Victor Mulpas,,, le rectorat de la Vrije Universteit Brussel (VUB), la Cité Modèle, à Laeken (Bruxelles) en collaboration avec Victor Coolens, Jan Van Dosselaere, René Panis et le Groupe l'Équerre et Structures, ainsi que différents quartiers d'habitations dans la région d'Anvers (Kiel, Boom, Deurne) et Louvain (Sint-Martensdal). 

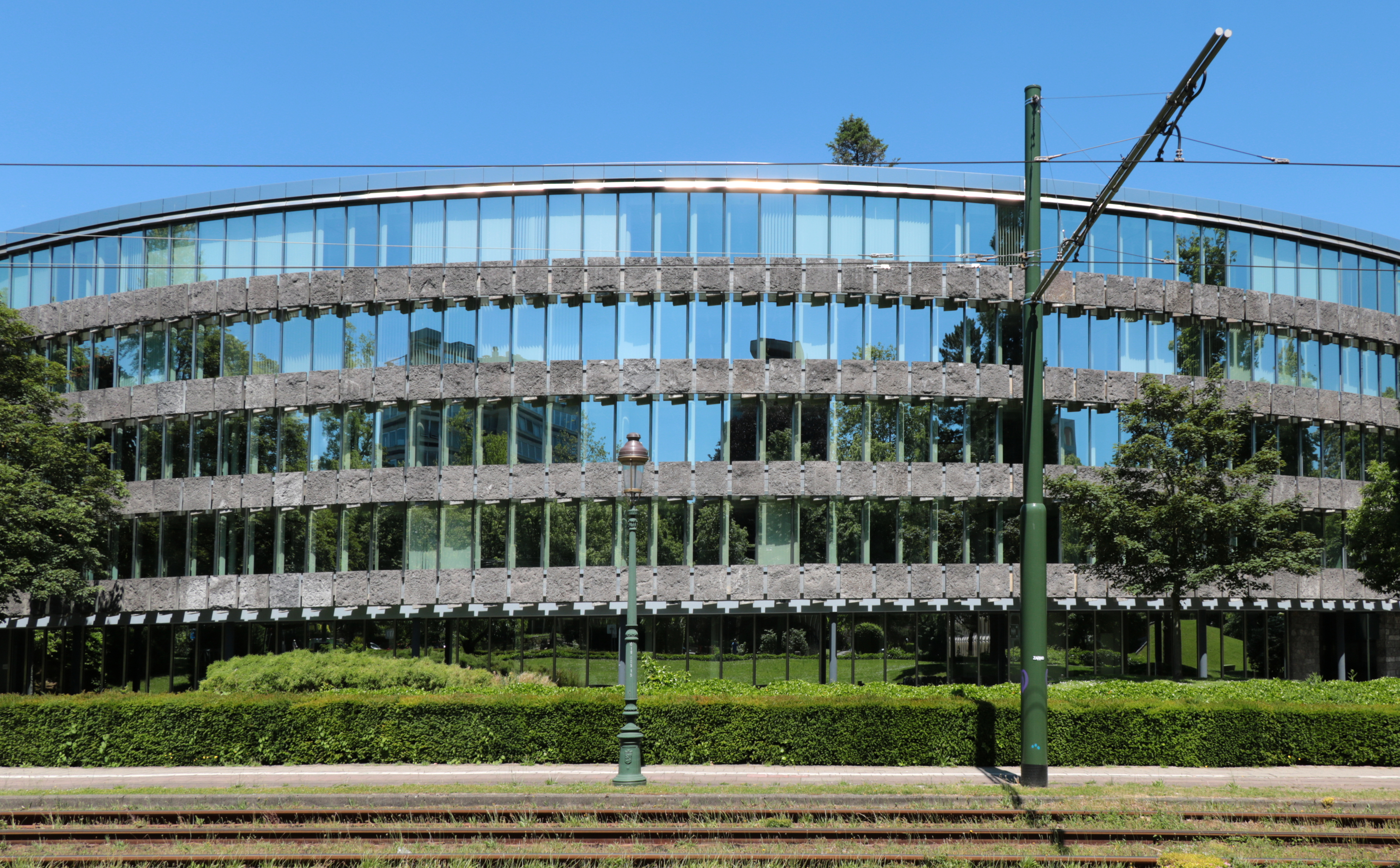
Immeuble Glaverbel (1967).
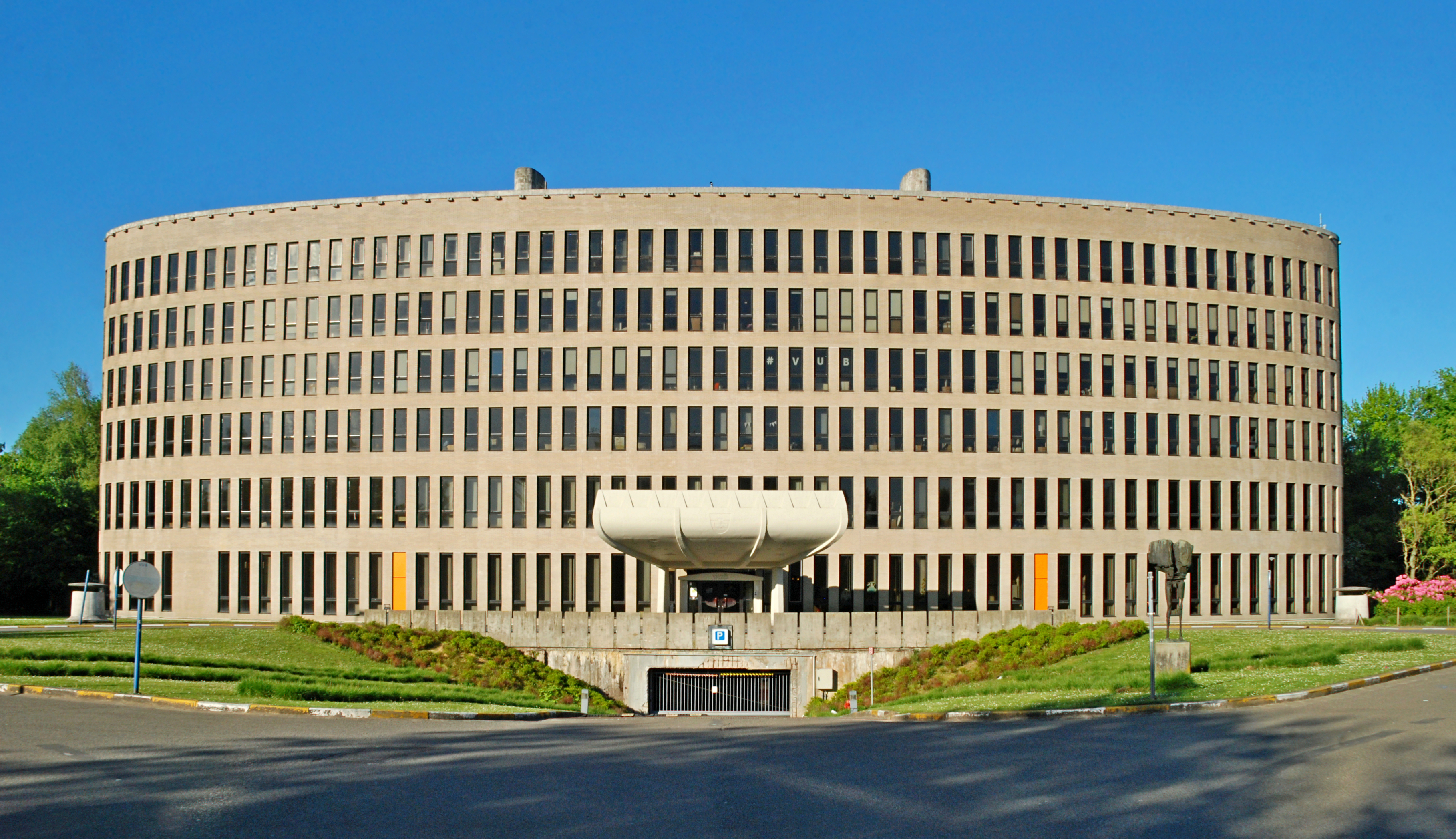
Rectorat de la VUB (1971-1978).
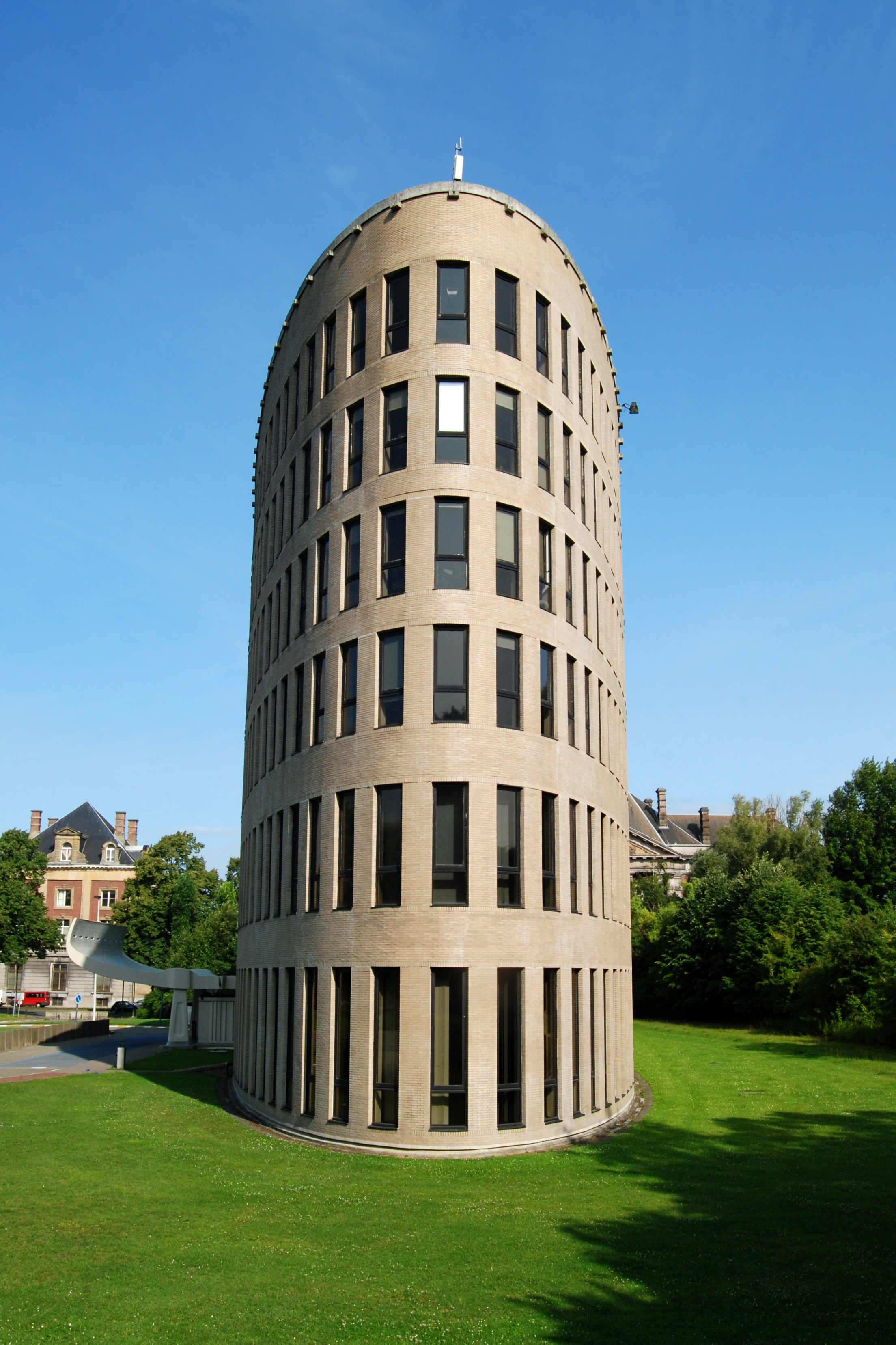
Rectorat de la VUB.